# 2012年夏季奧林匹克運動會田徑女子100公尺跨欄比賽
2012年夏季奥林匹克运动会田徑比赛的女子100公尺跨欄项目于2012年8月6日至8月7日在倫敦倫敦奧林匹克體育場举行。